# Alexandre Gendebien
Alexandre Gendebien (4. maj 1789 i Mons –  6. december 1869 i Bruxelles) var en belgisk politiker.
Gendebien arbejdede i 1829 som advokat og var samtidig ansat på oppositionsavisen Courrier des Pays-Bas. Gendebien blev kendt da avisens redaktør Louis de Potter blev fængslet og stillet for retten. Gendebien fik forbindelse med toppen af den franske bevægelses parti, og forsøgte på enhver måde at fremskynde Belgiens udtræden af det Forenede kongerige Nederlandene.
Under den belgiske revolution i 1830 var han medlem af den provisoriske regering og var ligesom Louis De Potter erklæret republikaner. Gendebien blev medlem af nationalkongresen og overtog under Surlet de Chokiers regentskab posten som justitsminister. Efter valget af prins Leopold af Sachsen-Coburg til belgisk konge kom han i klar opposition til den styreform som efterfølgende blev skabt. Senere blev han præsident for højesteret.
Gendebien var den mest markante tilhænger af den såkaldte Rattachisme, indlemmelsen af Belgien, eller i det mindste Wallonien i Frankrig. Hans parti blev stadig mindre. Da han selv den 23. august 1833 måtte indkassere et totalt nederlag i en anklage mod ministeren Jean Louis Joseph Lebeau og især da han i 1839 ikke kunne forhindre ratifikationen af fredstraktaten med Holland og afståelsen af Luxembourgs i parlamentet, trak han sig mere og mere ud af aktiv politik. Han nedlagde sin post som byrådsmedlem og som formand for advokatsammenslutningen og nøjedes med at udøve sit erhverv som advokat. 